# Косякова Ольга Данилівна
Ольга Данилівна Косякова (нар. 10 червня 1937, село Верем'я, тепер Обухівського району Київської області) — українська радянська діячка, штампувальниця Київського заводу «Радіовимірювач». Депутат Верховної Ради УРСР 9—10-го скликань.

## Біографія
Освіта середня.
З 1958 року — штампувальниця Київського заводу «Радіовимірювач».
Член КПРС з 1977 року.
Потім — на пенсії в місті Києві.

## Нагороди
- орден Трудової Слави 3-го ст.
- ордени
- медалі